# توماس پلهام-هالز نیوکاسل
توماس پلهام-هالز نیوکاسل (انگلیسی: Thomas Pelham-Holles, 1st Duke of Newcastle؛ ۲۱ ژوئیهٔ ۱۶۹۳ – ۱۷ نوامبر ۱۷۶۸) یک سیاست‌مدار اهل پادشاهی بریتانیای کبیر و نخست وزیر آن کشور بود